# Poprava Maximiliena Robespierra

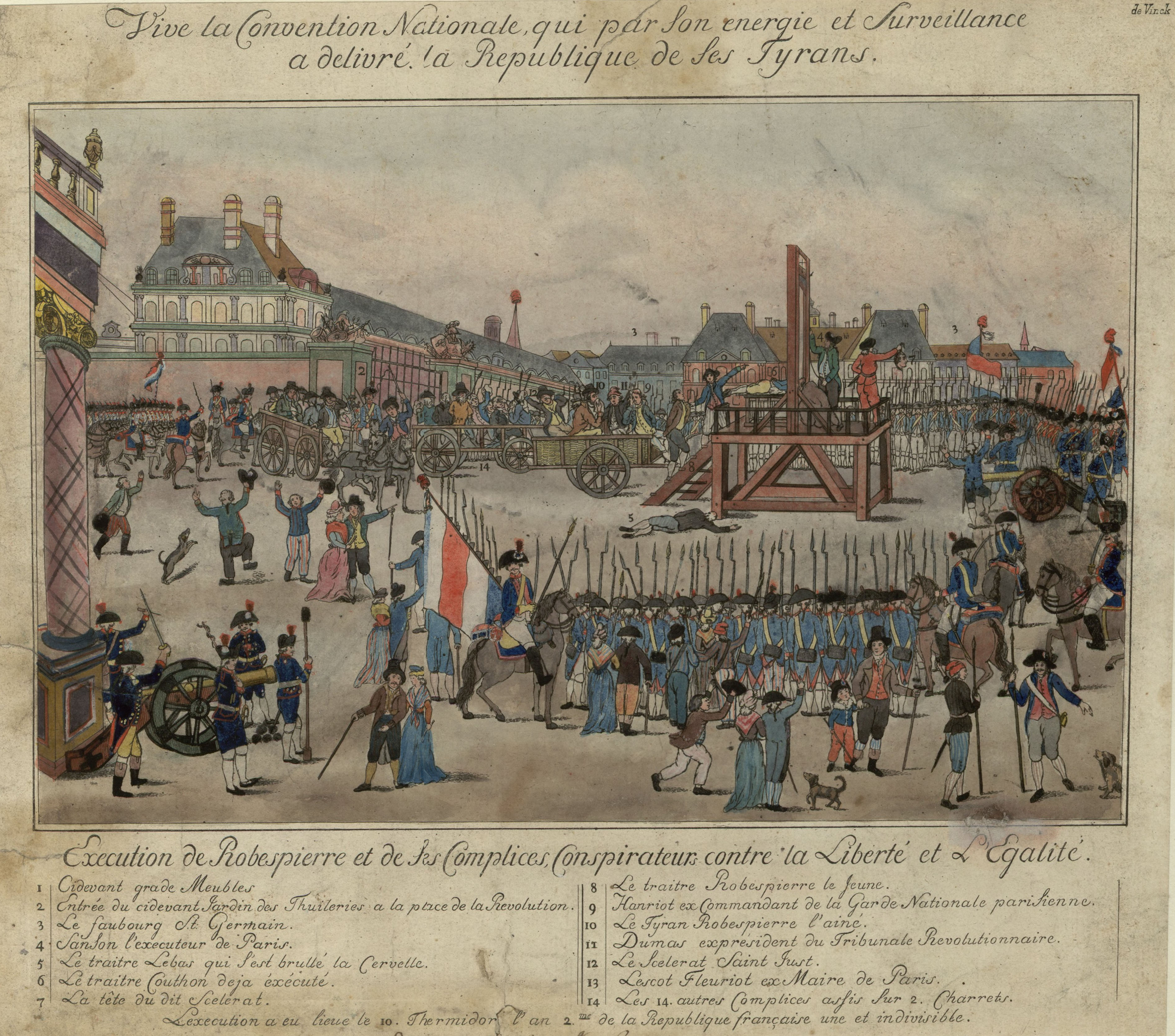
Obraz popravy s nadpisem: Poprava Robespierra a jeho spikleneckých spolupachatelů proti svobodě a rovnosti: ať žije Národní konvent, který svou energií a ostrahou osvobodil republiku od jejích tyranů, 1794, (BnF).

Poprava Maximiliena Robespierra se uskutečnila pomocí gilotiny dne 28. července 1794 (10. thermidoru roku II revolučního kalendáře) v Paříži na Place de la Révolution. Poprava následovala den po thermidorském převratu. Spolu s Robespierrem bylo téhož dne popraveno 21 jeho spolupracovníků, následujícího dne pak dalších 71 osob a další den 12 osob, především členů Pařížské komuny.

## Průběh popravy
Vozy se zatčenými dorazily na Place de la Révolution v 18.15. Jako první byl popraven člen Komuny Adrien-Nicolas Gobeau. Maximilien Robespierre byl popraven jako předposlední, poslední byl Jean-Baptiste Fleuriot-Lescot. Když jeden z katových pomocníků odtrhl Robespierrovi látku, kterou měl ovázanou svou rozbitou čelist, Robespierre vykřikl bolestí. Následně byl umístěn na gilotinu a popraven. Robespierrova hlava byla ukázána lidem, kteří zatleskali.
Dvacet dva hlav bylo uloženo do dřevěné truhly a spolu s těly naloženo na káru a odvezeno na hřbitov Errancis. Zde byly vhozeny do hromadného hrobu a zasypány hašeným vápnem, aby se nedaly identifikovat. Otisk Robespierrova obličeje, který měla pořídit Marie Tussaud, je považován za padělek.

## Hlavní popravení 10. thermidoru
Spolu s Robespierrem bylo popraveno dalších 21 osob, z nichž byli např.:
- Georges Couthon, poslanec Konventu
- René-François Dumas, bývalý předseda revolučního tribunálu
- Jean-Baptiste Fleuriot-Lescot, pařížský starosta
- François Hanriot, bývalý velitel národní gardy
- Jean-Baptiste de Lavalette, bývalý brigádní generál severní armády
- Claude-François de Payan, člen Pařížské komuny
- Augustin Robespierre, poslanec Konventu
- Louis Antoine de Saint-Just, poslanec Konventu
- Antoine Simon, člen Pařížské komuny
- Nicolas-Joseph Vivier, předseda jakobínského klubu
- Adrien-Nicolas Gobeau, podřízený prokurátora Fouquier-Tinvilla